# 大泉町 (練馬区)
大泉町（おおいずみまち）は、東京都練馬区の町名。現行行政地名は大泉町一丁目から六丁目。住居表示実施済み地区である。以前の町名は旧・北大泉町。

## 地理
練馬区の北西部に位置する地域。北部を埼玉県和光市、南部を東大泉、南東部を三原台、東部を土支田、西部を大泉学園町と接する。関越自動車道と東京外環自動車道が通り、大泉インターチェンジがある。
町内には白子川が流れ、同川と接する「清水山の森」は、23区唯一の大規模なカタクリの群生地として知られる。他にも、練馬区立大泉町もみじやま公園、練馬区立大泉橋戸公園、稲荷山憩いの森（民有樹林）など、高い木立をそびえる雑木林や公園緑地が多い。外環道と補助230号線の交差部には都営大江戸線新駅の建設も予定されている。

### 地価
住宅地の地価は、2025年（令和7年）1月1日の公示地価によれば、大泉町2-44-11の地点で25万3000円/m2、大泉町6-14-12の地点で36万6000円/m2となっている。

## 歴史
旧・武蔵国新座郡橋戸村。地名の由来は村の開発者が八戸あったからとする説もあるが、白子川の地形がつくる「端の瀬戸」とする説が有力である。1889年（明治22年）の合併で埼玉県新座郡榑橋村大字橋戸となり、1891年（明治24年）の合併で東京府北豊島郡大泉村大字橋戸、1932年（昭和7年）の東京市編入で板橋区北大泉町、1947年（昭和22年）の練馬区分立で練馬区北大泉町となった。
1980年（昭和55年）、住居表示実施に際し、北大泉町の大半の部分に旧・大泉学園町の一部を合わせて大泉町一丁目から五丁目が成立した。また、1982年（昭和57年）の住居表示実施で北大泉町の残余に旧・大泉学園町の一部を合わせて大泉町六丁目が成立した。
名称は旧・大泉村に由来する。

## 世帯数と人口
2025年（令和7年）4月1日現在（練馬区発表）の世帯数と人口は以下の通りである。
| 丁目         | 世帯数     | 人口     |
| ------------ | ---------- | -------- |
| 大泉町一丁目 | 2,358世帯  | 5,189人  |
| 大泉町二丁目 | 2,239世帯  | 4,716人  |
| 大泉町三丁目 | 1,744世帯  | 3,691人  |
| 大泉町四丁目 | 1,704世帯  | 3,750人  |
| 大泉町五丁目 | 1,032世帯  | 2,108人  |
| 大泉町六丁目 | 1,143世帯  | 2,302人  |
| 計           | 10,220世帯 | 21,756人 |

### 人口の変遷
国勢調査による人口の推移。
| 年                 | 人口   |
| ------------------ | ------ |
| 1995年（平成7年）  | 20,650 |
| 2000年（平成12年） | 21,100 |
| 2005年（平成17年） | 22,120 |
| 2010年（平成22年） | 22,756 |
| 2015年（平成27年） | 22,271 |
| 2020年（令和2年）  | 21,920 |

### 世帯数の変遷
国勢調査による世帯数の推移。
| 年                 | 世帯数 |
| ------------------ | ------ |
| 1995年（平成7年）  | 7,123  |
| 2000年（平成12年） | 7,685  |
| 2005年（平成17年） | 8,327  |
| 2010年（平成22年） | 8,731  |
| 2015年（平成27年） | 8,822  |
| 2020年（令和2年）  | 9,196  |

## 学区
区立小・中学校に通う場合、学区は以下の通りとなる（2022年7月現在）。
| 丁目         | 番地                             | 小学校                 | 中学校                 |
| ------------ | -------------------------------- | ---------------------- | ---------------------- |
| 大泉町一丁目 | 1～40番 44～51番                 | 練馬区立八坂小学校     | 練馬区立八坂中学校     |
| 大泉町一丁目 | 41〜43番 52〜58番                | 練馬区立大泉第一小学校 | 練馬区立八坂中学校     |
| 大泉町二丁目 | 20～22番 29～48番                | 練馬区立大泉第一小学校 | 練馬区立八坂中学校     |
| 大泉町二丁目 | 28番 49～63番                    | 練馬区立橋戸小学校     | 練馬区立八坂中学校     |
| 大泉町二丁目 | 4～19番 23～27番                 | 練馬区立橋戸小学校     | 練馬区立三原台中学校   |
| 大泉町二丁目 | 1番17〜22号 2番1～4号 2番9～10号 | 練馬区立大泉北小学校   | 練馬区立大泉北中学校   |
| 大泉町二丁目 | その他                           | 練馬区立泉新小学校     | 練馬区立三原台中学校   |
| 大泉町三丁目 | 1～20番 24～32番                 | 練馬区立大泉第一小学校 | 練馬区立大泉北中学校   |
| 大泉町三丁目 | 21～23番                         | 練馬区立大泉第一小学校 | 練馬区立八坂中学校     |
| 大泉町三丁目 | 33〜40番                         | 練馬区立大泉第一小学校 | 練馬区立大泉学園中学校 |
| 大泉町四丁目 | 38～49番                         | 練馬区立大泉学園小学校 | 練馬区立大泉学園中学校 |
| 大泉町四丁目 | 1〜37番                          | 練馬区立大泉北小学校   | 練馬区立大泉北中学校   |
| 大泉町五丁目 | 全域                             | 練馬区立大泉北小学校   | 練馬区立大泉北中学校   |
| 大泉町六丁目 | 全域                             | 練馬区立大泉北小学校   | 練馬区立大泉北中学校   |

## 交通
大泉町などの地区は鉄道空白地帯であり、早期の実現を目指して都営地下鉄大江戸線の延伸が計画されている。新駅予定地の大泉町三丁目地区は良好な街を維持するため、地区計画の都市計画決定が他地区と共に行われている。新駅予定地は外環道と補助230号線の交差部であり、2021年時点で駅前広場建設予定地として芝生の空き地が鉄柵で囲われている。
- 大江戸線大泉町駅（仮称、予定）[8]

### 道路
- 関越自動車道
  - インターチェンジ
- 東京外郭環状道路
- 別荘橋通り（旧長久保道）
  - 通りの名前になっている「別荘橋」は、白子川に架かる橋である。橋の名前は「別の荘氏の橋」という意味で、元禄時代まで村名主だった荘一族と、後に帰村した荘氏が異なることに由来すると言われている[18]。
  - 白子川が近隣を流れることから、別荘橋通りは「別荘坂」や「らんとう坂（卵塔坂）」といった坂が多い[18][19]。
  - 別荘橋通りと土支田通りの交差部（旧「土支田通り交差点」）は道路が狭隘なため、しばしば渋滞が発生していたが、2021年3月に都市計画道路補助230号線が一部開通したことにより、光が丘方面から別荘橋付近までの渋滞が解消された[20][21]。
- 土支田通り[22]

## 産業

### 事業所
2021年（令和3年）現在の経済センサス調査による事業所数と従業員数は以下の通りである。
| 丁目         | 事業所数  | 従業員数 |
| ------------ | --------- | -------- |
| 大泉町一丁目 | 179事業所 | 866人    |
| 大泉町二丁目 | 153事業所 | 1,210人  |
| 大泉町三丁目 | 136事業所 | 807人    |
| 大泉町四丁目 | 102事業所 | 883人    |
| 大泉町五丁目 | 58事業所  | 690人    |
| 大泉町六丁目 | 54事業所  | 476人    |
| 計           | 682事業所 | 4,932人  |

#### 事業者数の変遷
経済センサスによる事業所数の推移。
| 年                 | 事業者数 |
| ------------------ | -------- |
| 2016年（平成28年） | 688      |
| 2021年（令和3年）  | 682      |

#### 従業員数の変遷
経済センサスによる従業員数の推移。
| 年                 | 従業員数 |
| ------------------ | -------- |
| 2016年（平成28年） | 4,792    |
| 2021年（令和3年）  | 4,932    |

### 農業
- 販売農家数：24戸
- 農業就業人口：67人
- 経営耕地面積：1611a
  - 畑：1,370a
  - 樹園地：241a
- 主要農作物作付面積
  - キャベツ：1,232a
  - ばれいしょ：42a
  - ダイコン：61a
  - ほうれんそう：96a

（2000年（平成12年）2月1日現在、「練馬区統計書平成17年版 農業センサス」より。なお、ここに掲載したのは農業集落名が「北大泉町」となっている農家である。）経営耕地面積が1611aとなっているように区内では比較的広大な農地を抱えている（32集落中第6位、区内全体の約6%）。畑の約90%がキャベツの栽培に当てられている。

### 工業
- 工場数：56（2003年（平成15年）12月現在「練馬区統計書平成17年版 工業統計調査」より）
- 従業者数：239人
  - 常用労働者：201人
  - 事業主・家族従業者：38人
- 製造品出荷額等：221,993（万円）
- 付加価値額：98,470（万円）

大泉町は工場数が区内で二番目に多く（第一位は北町）、区内全体の約7%の工場が集中する。しかしながら、従業者数が1人〜9人の工場が89%と圧倒的に多く、事業主・家族従業者が従業者数に占める割合が約16%（練馬区全体7.5%）と高いなど小工場がほとんどである。そのため製造品出荷額等は区内全体の約2%、付加価値額は約2%にとどまっている。町内の工場は白子川が流れ、関越自動車道と東京外環自動車道が走り、大泉インターチェンジのある東側の1・2丁目に約66%が集中している。労働者も同じ丁目に約64%が集中し、製造品出荷額等は約51%を占めている。平成12年と比べると工場数は18減（-24.3%）、従業者数が39人減（-14.0%）、製造品出荷額等は3億2227万円減（-12.6%）となっているように大泉町の工業は縮小しているのが分かる。従業者数の内、常用労働者数17人減と-7.7%にとどまっているが、個人事業主・家族従業者は22人減と-36.6%と激減している。

### 商業
- 卸売業（2002年（平成14年）6月1日現在、「練馬区統計書平成17年版 商業統計調査」より）
  - 商店数：71
  - 従業者数：439人
  - 年間販売額：18009（百万円）
- 小売業
  - 商店数：103
  - 従業者数：528人
  - 年間販売額：7454（百万円）
  - 売場面積：4126m2

## 施設

### 教育
- 東京都立大泉桜高等学校
- 練馬区立大泉北中学校
- 練馬区立大泉第一小学校
- 練馬区立大泉北小学校
- 練馬区立橋戸小学校

### 寺社
- 八坂神社[25]
- 教学院[26]
- 大泉氷川神社
- 大泉寺

### 公園・史跡
- 稲荷山公園（敷地内に練馬区立稲荷山図書館がある）
- 清水山の森[7][27]
- 中里の富士塚[28]
- 区立八坂台児童公園
- 区立風の丘公園
  - 晴天時には園内の展望台から富士山が望める。
- 尾張殿鷹場碑（おわりどのたかばひ）
  - 江戸時代、小榑村（現在の西大泉・南大泉・大泉学園町一帯）と橋戸村に尾張徳川家の鷹場があったことを記した石碑。大泉第一小学校の正門右脇に位置する[29]。
- 区立大泉町もみじやま公園
- 区立大泉橋戸公園
- 稲荷山憩いの森（民有樹林）
- 練馬区立中里郷土の森緑地[30]
- 区立越後山の森緑地
- 区立中里さくらの森緑地
- 区立中里みどり公園
- 区立中里泉公園
- 区立みやのくぼの森緑地

## その他

### 日本郵便
- 郵便番号 : 178-0062[3]（集配局 : 大泉郵便局[31]）。